# جورمان توماس
جورمان توماس (بالإنجليزية: Gorman Thomas)‏ هو لاعب كرة قاعدة أمريكي، ولد في 12 ديسمبر 1950 في تشارلستون في الولايات المتحدة.

## وصلات خارجية
- جورمان توماس على موقعبيزبول رفرنس.كوم (الدوري الرئيسي) (الإنجليزية)
- جورمان توماس على موقع مشجعي الرسوم البيانية (الإنجليزية)